# Dominic Iorfa (football, 1968)
Dominic « Dom » Iorfa, né à Gboko, au Nigeria, le 1er octobre 1968, est un footballeur professionnel nigérian.

## Biographie
Dominic Iorfa a joué vingt-et-une fois pour l'équipe nationale de football du Nigeria. Il a joué professionnellement en Angleterre, en Écosse, en Turquie, en Irlande et en Belgique. Son fils, aussi appelé Dominic Iorfa (né en 1995), est également joueur de football professionnel.